# 髭男爵
髭男爵（ひげだんしゃく）は、サンミュージックプロダクションに所属する日本のお笑いコンビ。

## メンバー
山田 ルイ53世（やまだ るいごじゅうさんせい、1975年4月10日 - ）（50歳）
本名：山田 順三（やまだ じゅんぞう）
身長173cm、体重120kg、血液型O型。兵庫県三木市出身。
兄弟は兄と弟がおり、三人兄弟の真ん中。
ツッコミ（2004年頃まではボケ）・ネタ作成担当、立ち位置は向かって右。
小学6年の頃は好成績で、小学3〜4年で始めたサッカーも入部当初からレギュラーで、人望もあり児童会長にも選挙で選ばれ、バレンタインにはチョコレートをたくさんもらっていた。ある日、休み時間に教室の隅で一人机に向かっている同級生が日能研に通いながら中学受験の勉強をしている話を聞き、格好いいと考えて受験を決意した。六甲中学校へ進学するも2年生の時、登校中に大便を漏らした事による恥ずかしさで夏頃から引きこもりになり、中途退学。引きこもりは20歳まで続いた。大学入学資格検定を経て愛媛大学法文学部の夜間主コースへ入学。大学時代に友人と漫才コンビを組むも解散、2年生の途中で退学、上京しNSC東京校へ入学する。NSC時代の相方ははいじぃ で、旧芸名は『ピュアぞー』。単独で『R-1ぐらんぷり』にも出場している。
中学校では1年留年しており、芸名である「53世」は、51期、52期生（留年）として中学校に在籍したことから、芸人としての新たな名前として52に続くものとして使用している。
2011年8月8日、一般女性と結婚。8月8日が「髭の日」だったことから、夫人からの提案でこの日に結婚が決まった。翌2012年7月4日に長女、2019年6月11日に次女が誕生。
近年は文才を生かし、引きこもり体験や一発屋芸人などについての著書を執筆している。
ひぐち君（ひぐちくん、1974年2月12日 - ）（51歳）
本名：樋口 真一郎（ひぐち しんいちろう）
身長175cm、体重68kg。血液型B型。福岡県福岡市西区（現在の早良区）出身。
福岡県立修猷館高等学校（高校1年で留年）、関西学院大学卒業。
ボケ（2004年頃まではツッコミ）担当、立ち位置は向かって左。
中学校の先輩には同じ事務所の先輩でもあるカンニング竹山がいる。竹山がサンミュージックにおいて身内に不幸な事情がある芸人を集めたグループ・竹山軍団のメンバー。
衣料品メーカーのワコールに勤めていたことがあり、のちに落語家となった立川談慶は会社の先輩。談慶とは現在でもプライベートで食事に行くなどの交流が続いている。
2015年3月15日に一般女性と結婚。
2015年11月にワインエキスパートの資格を取得し、「日本のワインを愛する会」の副会長に就任したことを発表した。
2018年よりオンラインサロン「ひぐち君の日本ワイン会」を開設。
2020年10月に日本ソムリエ協会の名誉ソムリエ、2022年に余市町ワイン大使に就任した。

### 過去のメンバー
市井 昌秀（いちい まさひで）
1976年4月1日（49歳）、富山県出身。関西学院大学卒業。山田と同じくNSC東京校3期出身。方向性の違いから結成後1年弱で脱退し、映画監督に転身した。

## 略歴
ひぐちと市井が関西学院大学在学中に結成したコント集団が母体。グループ名及び現在のコンビ名は市井が決めた。当時は芸能事務所でネタ見せをしたり、コンテストで2位になったり、東京のテレビ番組にアマチュア芸人として出演することもあった。

### 事務所所属からブレイクまで
山田がピンで『進ぬ!電波少年』へ出演などしたものの、なかなか日の目を見なかった。上田晋也（くりぃむしちゅー）から「髭でも男爵でもないじゃない」とツッコまれたことなどを機に、2004年の夏頃から「キャラつけないと売れない」と山田がコンビ名を体現するように男爵風の衣装をまとい、髭を生やしてネタをするようになった。当時のひぐちは一般人のスタイルで、貴族に庶民が振り回されるというものだった（執事のスタイルになったのは2005年から）。「貴族と執事」という設定になってからは、ツカミのボケとしてワイングラスを掲げながら「ルネッサーンス!」と声をかけ、ひぐちが「ひぐちカッター!」と一発ギャグを発したり2人がワイングラスをぶつけながら山田が「○○やないか～い!」とツッコむ流れが定番となっている。
2006年のM-1グランプリで準決勝に進出し、敗者復活戦にて強烈な印象を残す。『爆笑レッドカーペット』の出演をきっかけに2007年末からブレイクを果たす。

## エピソード
- 2008年6月21日放送の毎日放送『OSAKA漫才ヴィンテージ』での漫才ネタ中にワイングラスをぶつけるツッコミが続くなか、ひぐち君のグラスが9回目のツッコミで割れてしまうハプニングがあった。客席は珍事に盛り上がり髭男爵の二人はグラスが割れたことに動揺しつつもステージの横にグラスを並べて置き、ネタの続きは即興でツッコミをハイタッチに切り替えて行った。髭男爵の漫才が終わった後もステージ横に置いたグラスは片づけられずに残っており、次のネタ順でステージに立ったなすなかにしの那須は割れたグラスと破片を見て「髭男爵殺人事件みたいになってますね」と述べた。
- ひぐち君の持ちギャグ「ひぐちカッター」の初披露はフジテレビ『FNS27時間テレビ』(2008年)に出演した時だった。「ネタ見せスナック若手芸人の集まる店」のコーナーで総合司会の明石家さんまがにしおかすみこにネタ見せの機会を振ったところ、ネタを飛ばして泣いてしまうというハプニングが発生。山田が場の空気を切り替えさせるため、今だと踏んでひぐち君に合図をし、初めて人前で「ひぐちカッター！」が披露された。にしおかすみこは直近で恋人と別れていて、その影響で万全な状態ではなかったという。

## 受賞歴
- 「第1回 一発屋オールスターズ選抜総選挙 2015」初代王者
  - 2015年8月10日、24組の芸人を集めて真の一発屋芸人を決定する『第1回 一発屋オールスターズ選抜総選挙 2015』で最多得票を集め、初代王者に選定された[31]。
- 「第24回 編集者が選ぶ雑誌ジャーナリズム賞」作品賞
  - 「一発屋芸人列伝」（『新潮45』2017年1月 - 12月号連載）で、山田ルイ53世が受賞[32][33]。
- 「HIGEMEN AWARDS 2021」芸人部門
  - シック・ジャパン株式会社選定の髭スタイルを自由に楽しむ著名人を表彰するアワード。

## 出演

### 現在のレギュラー
山田のみ
- 髭男爵 山田ルイ53世のルネッサンスラジオ（文化放送、2008年9月30日 - 2010年4月3日。YBS山梨放送他2局ネット[注 1]、2010年10月 - 2014年3月30日、PodcastQR 2014年4月12日 - ）2010年10月4日以降はポッドキャストによる配信も行う。
- はみだし しゃべくりラジオ キックス（山梨放送、2013年4月4日 - ） - 木曜日パーソナリティ → 金曜日パーソナリティ（2021年4月2日 -）
- 情報ライブ ミヤネ屋（読売テレビ） - 不定期出演
- やまなし調ベラーズ ててて!TV（YBS山梨放送、2021年4月2日 - ） - 番組MC
- シン・ラジオ -ヒューマニスタは、かく語りき- (bayfm、2022年4月7日 - )　- 木曜ヒューマニスタ
- アカリノコマド（テレビ愛知、2023年4月12日 - ） [34][35] - 出演者

### 過去のレギュラー
髭男爵
- エンタの味方!（TBS）
- 恋友GET大作戦（GYAO!、2008年）
- MIDTOWN TV金曜キネマルネッサンス あ〜や城（GyaO!、2008年2月1日 - 7月26日）
- おもいッきりDON!1025（日本テレビ、2009年3月30日 - 9月28日）月曜日
- テレビでフランス語（NHK教育、2009年4月2日 - 6月25日、7月23日、8月27日、9月24日、2010年9月30日 - 12月23日、2011年1月27日、2月24日、3月24日）
- にじいろジーン（関西テレビ）
- カラオケトライアルII（チバテレ、2010年1月10日 - 2011年3月20日[注 2]）司会
- おすぎのシネバラ!（チャンネルNECO）
  - おすピーのシネバラ!（チャンネルNECO）
- 髭ジョッキー（2011年7月29日 -2023年1月24日、ニコジョッキー、アメジョッキー、エフジョッキー）第3金曜日
- To be（フジテレビ無料動画サイト「見参楽（みさんが!）」）（2011年8月24日 - ）配信期間3か月
- 髭男爵の本日NO天気（綜合放送制作、SBSラジオ他[36]、山田と芹澤みづきがパーソナリティ、2012年10月 - 2013年3月）
- 髭男爵の「髭まかせ」（2012年12月18日 - 2014年10月20日、YouTube：OHW Plus SunMusic Channel）[37][38] 毎週水曜日更新
- モノクラ〜ベ（BSスカパー! 2016年5月15日 - 2019年3月26日）

山田のみ
- チャレンジ!ホビー 自転車で旅をしよう（NHK教育、2011年3月28日 - 2011年5月30日）
- 大竹まこと ゴールデンラジオ! （文化放送、木曜日（2012年4月 - 9月）→ 火曜日（2012年10月 - 2014年3月）） - 大竹サテライト 外中継リポーター
- 趣味Do楽 押尾コータローのギターを弾きまくロー!（NHK Eテレ、2013年4月 - 5月） - ナレーション
- 土曜の午後は♪ ヒゲとノブコのWEEKEND JUKEBOX（文化放送　2014年4月5日 - 2016年9月25日） - パーソナリティ
- 今夜一杯どうですか?（TBS、2018年7月14日 - 9月29日・2019年1月19日 - 2020年10月3日） - ナレーション
- キスマイどきどきーん！（dTV、2019年2月8日 - 2021年4月30日） - ナレーション
- グッとラック!（TBS、2020年1月6日 - 2020年9月21日） - 月曜日コメンテーター
- サンドウィッチマンの脱落テスト!（2020年7月6日・13日・8月31日・9月7日・14日、テレビ東京） - 天の声
- 趣味どきっ! 心おどる紙ライフ（NHK Eテレ、2023年12月6日 - 2024年1月31日） - ナレーション

ひぐちのみ
- 渋谷スポーツカフェ（NHKラジオ第1、2011年3月29日 - 2012年3月27日）

### テレビドラマ
髭男爵
- 2009年新春ドラマSP! あんみつ姫2（フジテレビ、2009年1月11日）
- 土曜ワイド劇場「司法教官・穂高美子3」（テレビ朝日、2014年5月31日）
- 俺のダンディズム 最終話（テレビ東京、2014年7月2日） - 本人 役
- 水曜ミステリー9「金沢のコロンボ2」（テレビ東京、2015年5月20日）

山田のみ
- 天装戦隊ゴセイジャー（テレビ朝日、2010年2月14日 - 2011年2月6日） - 天知博士 役
- 海賊戦隊ゴーカイジャー（テレビ朝日、2012年2月13日） - 天知博士 役
- AKBホラーナイト アドレナリンの夜 第9話「生中継」（テレビ朝日、2015年11月5日） - 司会者（本人） 役
- グーグーだって猫である2 -good good the fortune cat- 最終話（WOWOW、2016年7月16日） - プロレスラー 役
- 漫画として現れるであろうあらゆる恋のためのプロレゴメナ (2019年10月1日、BSフジ) - ナレーション[39]
- うつ病九段（2020年12月20日、NHK BSプレミアム）
- ホットスポット 最終話（2025年3月16日、日本テレビ） - 本人 役

ひぐちのみ
- 桑潟幸一准教授のスタイリッシュな生活 最終回（テレビ朝日、2012年3月18日） - 高木準教授 役
- 主に泣いてます 第1話（フジテレビ、2012年7月7日） - 引きこもり男 役
- 月曜ゴールデン「警視庁心理捜査官・明日香3」（TBS、2013年1月7日）
- ショムニ2013（フジテレビ、2013年8月7日） - フラれた社員役
- 水曜ミステリー9「鑑識特捜班・九条礼子〜骨を知る女〜3」（テレビ東京、2014年4月16日）
- BG〜身辺警護人〜 第8話（テレビ朝日、2018年3月15日） - 本人 役

### レギュラー以外の出演
髭男爵
- 爆笑オンエアバトル（NHK総合） - 戦績3勝5敗、最高461KB
- オンバト+（NHK総合） - 「オンバト+PREMIUM」に出演
- エンタの神様（日本テレビ） - キャッチコピーは「絢爛のルネッ賛ス」
- 爆笑レッドカーペット（フジテレビ） - キャッチコピーは「偽りのお笑い貴族」
- ザ・イロモネア（TBS） - 『ゴールドラッシュ』から出場し、見事3週目を勝ち抜きイロモネア出場権獲得。
- 笑いの金メダルjr. くりぃむ杯（テレビ朝日）
- 大爆笑!!サンミュージックGETライブ（日テレプラス&サイエンス）
- サンドのぼんやり〜ぬTV（TBCテレビ他） - 定期的にゲスト出演
- ビバビバパラダイス（岩手めんこいテレビ他）
- 日本ダービー前夜祭〜パッティングオッズナイト〜（グリーンチャンネル、2004年）
- お笑いDynamite!（TBS） - キャッチコピーは「貴族の高笑い」
- M-1リターンズ（朝日放送）
- SASUKE2008秋（TBS）
- オールスター感謝祭'08秋 超豪華!クイズ決定版（TBS）
  - 初出場の時、島田紳助と島崎和歌子が飲食物持参禁止と指摘した。
- タモリのボキャブラ天国 大復活祭スペシャル（フジテレビ、2008年） - キャッチコピーは「おもしろフランス革命」
- セレブと貧乏太郎（フジテレビ）
- 第59回NHK紅白歌合戦（NHK総合・ラジオ第1、2008年12月31日）
  - ひぐち君は中居正広と同じ白、山田は従来通り、仲間由紀恵と同じ赤だった。
- きかんしゃトーマス ファミリーミュージカル「ソドー島の夏祭り」オススメ（テレビ東京、2009年6月20日）
- 『ぷっ』すま 3時間スペシャル（テレビ朝日、2010年3月30日）
- うまプロ!U-1グランプリ（フジテレビ）
- TVチャンピオン特別編（テレビ東京、2010年8月9日、23日） - ラウンドMC
- おはよーいどん ミルクキングダム

山田のみ
- 進ぬ!電波少年（日本テレビ） - 「電波少年的インターポール」他4企画（「ピュアぞー」名義）
- ぐるぐるナインティナイン（日本テレビ） - 2009年以降「かぶっちゃや〜YO!」のコーナーでナレーションを担当
- クローズアップ現代+ ひきこもりルネサンス～生き抜くためのヒント～（NHK総合、2018年8月29日）
- 平成B面ヒットショー（文化放送、2019年1月1日） - パーソナリティ
- 髭男爵・山田ルイ53世の一発屋ラジオ ルネッサ～ンス!（NHKラジオ第1、2019年1月14日・4月29日） - パーソナリティ
- 世界・ふしぎ発見! イタリア発ルネサンスミステリー 天才たちはフィレンツェから生まれた！（TBS、2024年2月17日） - ナレーション
- ホットスポット(2025年3月17日、日本テレビ） - テレビ情報番組 ててて!TV MC (本人) 役

ひぐちのみ
- マイナビオールスター2018大討論会×サントリー-196℃ ストロングゼロ（2018年7月14日、AbemaTV SPORTSチャンネル）[40]
- ザ・ノンフィクション - 語り（フジテレビ）
  - 「一人で生きていても…」（2019年8月4日）

### テレビアニメ
- 天体戦士サンレッドシリーズ（tvk・キッズステーション他） - ヴァンプ将軍：山田ルイ53世、戦闘員1号（2代目）：ひぐち君
声優一人に対して何役も掛け持ちしているため、2人ともその他キャラの声も担当している。（詳細は『天体戦士サンレッド』参照。）
- のだめカンタービレ 巴里編（フジテレビ） - 本人 役
各話に隠れキャラクターとして登場、一部では本人役で声優としても出演している。
- 少年メイド 第4話（TBS、2016年5月6日） - 髭男爵[注 3]：山田ルイ53世、ナレーション：ひぐち君
- HUGっと!プリキュア（朝日放送テレビ、2018年7月15日 - 2019年1月27日） - タクミ：山田ルイ53世[41][42]
- のりものまん モービルランドのカークン（NHK Eテレ、2020年12月3日 - ） - マイク：山田ルイ53世

### ラジオ
- レコメン!（文化放送）
最初はカンニング竹山のバーターで2007年4月4日からひぐち君だけの出演だったが、2007年11月28日に山田のコーナーができ、以降はコンビで2009年途中までレギュラー出演。
- 音の風景（NHKラジオ第1・第2・FM）
特別企画「この街の音自慢 日本一の音」（2010年8 - 11月）に出演。
- HKT48 ラジオ聴かナイト!（2015年5月10日、KBCラジオ） - ひぐちのみゲスト出演
- FMシアター ラジオドラマ「Teko Poko Cafe」（2023年9月2日、NHK-FM） - 修平 役、山田のみ出演[43]

### 映画
- 喧嘩番長 劇場版〜全国制覇 (2010年3月） - 近藤勇 役（山田ルイ53世）
- 天装戦隊ゴセイジャー エピックON THEムービー （2010年8月） - 天知博士 役（山田ルイ53世）、樋口勝太アナウンサー 役（ひぐち君）
- 天装戦隊ゴセイジャーVSシンケンジャー エピックon銀幕（2011年1月） - 天知博士 役（山田ルイ53世）
- 犬のおまわりさん てのひらワンコ3D（2011年8月） - 常連客役（山田ルイ53世）、増川役（ひぐち君）
- 実録マフィアンヤクザ劇場版 PUBLICENEMIES（2012年） - 売人（ひぐち君）

### Vシネマ
ひぐち君のみ
- 実録マフィアンヤクザ VIII PRIVATECRIME（2014年4月25日、メディアスタッフビジョン KOSUMO-108）

### DVD
山田のみ
- 稲川淳二のねむれない怪談 オールスターズ1（2010年7月7日、キングレコード KIBF-763）
- 稲川淳二のねむれない怪談 オールスターズ2（2010年7月7日、キングレコード KIBF-764）

### CM・広告活動
- キング観光（東海地区ローカル）
- セガ「プロ野球チームをつくろう!」（2008年）[44]
- JYONGRI（東芝EMI）2ndアルバム「Love Forever」[45]
- H.I.S.
- SHONAN BANK 平塚競輪
- ミスタードーナツ「モンブランツリー」
- 文化放送（2008年8月・10月・12月の聴取率調査週間）
- サンヨー食品「サッポロ一番 庶民の焼そば」
- BIO マーブルコートフライパン
- カプコン「流星のロックマン3」
- フマキラー「アレルシャット」（花粉マスク）
- TSUTAYA（2009年4月）
- ポッカコーポレーション「ふってふってゼリー」
- 住友不動産リフォーム「コンビ名、改名!?」篇・「住友不動産リフォームでよかった」篇・「4つの特長」篇、「スミフリ」篇（2010年）[46]
- エイチーム「引越し侍（引越しルネッサンス編）」（2011年）
- 「ストップ万引き!なるほどなっとくパトロール」（警視庁啓発用ビデオ）
- チョーヤ梅酒「酔わないウメッシュ（宮殿・トーク編）」（2013年8月）
- ミクシィ「モンストやったらハンターになった「髭男爵」篇」（2017年11月）[47]
- 日清食品冷凍「髭男爵が“冷凍 日清中華 汁なし担々麺つ～くる、の巻”」(2023年12月)[48]

山田のみ
- ACジャパン「苦情殺到!桃太郎」（ラジオ版のみ、2017年度）
- ナチュラルガーデン「ナタデウォッシュ」（写真及びナレーション）
- 内閣府大臣官房政府広報室「ゆきどけ荘」（2020年7月）[49]
- サントリー企業広告「素晴らしい過去になろう」篇（2021年5月5日 - ）[50]

### プロモーションビデオ
- SMAP「ユーモアしちゃうよ」（CD「華麗なる逆襲/ユーモアしちゃうよ」初回限定盤の特典DVDに収録　2015年2月）[51]
- fripSide「white forces」「1983-schwarzesmaeken- (IS3 version)」
- HKT48「バグっていいじゃん」スピンオフミュージックビデオ（2017年2月16日）[52]

ひぐち君のみ
- 乃木坂46 「シークレットグラフィティー」[53]

### CD
- TVアニメーション 天体戦士サンレッド（第2期） 溝ノ口豪華絢爛歌謡祭（2010年3月31日、Flying DOG VTCL-60194）
アニメ『天体戦士サンレッド』関連の歌を集めたCDアルバム。山田の演じるヴァンプ将軍が歌う「われらフロシャイム川崎支部」を収録。

## 作品

### DVD
- 『まめ』Vol.2〜若手コンプリートカタログ〜（2005年9月21日、徳間ジャパンコミュニケーションズ TKBU-5212）
- 笑魂シリーズ『髭男爵/ルネッサンス〜逆に聞こう!! 何が面白い!?〜』（2008年1月1日、ビクター・エンタテインメント VIBZ-5056）
- 髭男爵 単独舞踏会『ボンジュール〜お姉さんのロンドン留学の話がなくなってもいいのかい!?〜』（2008年12月24日、ビクター・エンタテインメント VIBZ-5115 ）
- 髭男爵 in エンタの味方! 爆笑ネタ10連発 （2008年10月29日、発売：TBS 販売：TCエンタテインメント TCED-0365）
- 髭男爵 in エンタの味方! 爆笑ネタ10連発 ファイナル（2009年6月3日、発売：TBS 販売：TCエンタテインメント TCED-0460）

### 書籍
- ひげぼん（グラフ社、2008年9月）ISBN 9784766211801
山田と親しいどーよのテルがイラストを担当[54]。
- ヒキコモリ漂流記（マガジンハウス、2015年8月）ISBN 9784838727742
山田単著。2018年8月24日にKADOKAWAから本書に加筆・修正が施された「完全版」を文庫化して発売（ISBN 978-4041062371）。
- 一発屋芸人列伝（新潮社、2018年5月）ISBN 9784103519218
山田単著。『新潮45』連載のルポルタージュを単行本化。「第24回 編集者が選ぶ雑誌ジャーナリズム賞」作品賞受賞[55]。
- 中年男ルネッサンス（イースト・プレス、2018年12月9日）ISBN 9784781651118
山田と社会学者・田中俊之による共著。
- 一発屋芸人の不本意な日常（朝日新聞出版、2019年1月4日）ISBN 9784022515889　山田単著。
- パパが貴族 僕ともーちゃんのヒミツの日々（双葉社、2020年10月21日）ISBN 9784575315783　山田単著。
- 髭男爵ひぐち君の語る日本ワインサロン（三栄書房、2022/11/7）ISBN 978-4779647215 ひぐち君監修